# Бухал, Владимир Дмитриевич
Владимир Дмитриевич Бухал (1907 год, село Божедаровка — дата и место смерти не известны) — бригадир полеводческой бригады колхоза имени Халтурина Домбаровского района Чкаловской области. Герой Социалистического Труда (1948).

## Биография
Родился в 1907 году в бедной крестьянской семье в селе Божедаровка.
Вместе с родителями переехал в Оренбургскую область в посёлок Домбаровский. Окончил два класса начальной школы. С 1930 года начал свою трудовую деятельность в колхозе имени Халтурина Домбаровского района Оренбургской области. Перед войной работал председателем сельского совета в посёлке Домбаровский. В годы Великой Отечественной войны трудился шахтёром на шахте № 4 Домбаровского рудоуправления. С 1945 года — бригадир полеводческой бригады колхоза имени Халтурина Домбаровского района.
В 1947 году бригада под управлением Владимира Бухала собрала в среднем по 30,5 центнеров пшеницы с каждого гектара на участке площадью 39 гектаров. В 1949 году удостоен звания Героя Социалистического Труда «за получение высоких урожаев пшеницы и ржи при выполнении колхозом обязательных поставок и натуроплаты за работу МТС в 1947 году и обеспеченности семенами зерновых культур для весеннего сева 1948 года».
До 1968 года работал заведующим одного из отделений совхоза «Полевой» Оренбургской области.
В 1968 году вышел на пенсию.
Награды
- Герой Социалистического Труда — указом Президиума Верховного Совета СССР 3 апреля 1948 года
- Орден Ленина